# Iscar (ort i Spanien)
Iscar är en ort i Spanien.   Den ligger i provinsen Provincia de Valladolid och regionen Kastilien och Leon, i den centrala delen av landet, 130 km nordväst om huvudstaden Madrid. Iscar ligger 755 meter över havet och antalet invånare är 6 567.
Terrängen runt Iscar är huvudsakligen platt, men åt nordväst är den kuperad. Runt Iscar är det glesbefolkat, med 19 invånare per kvadratkilometer. Närmaste större samhälle är Cuéllar, 18,8 km öster om Iscar. Trakten runt Iscar består till största delen av jordbruksmark.